# Blagajna
Blagajna (angleško box office) je prostor, kjer se prodajajo vstopnice za javno prireditev, predvsem film. Izraz pomeni tudi prihodek od prodanih vstopnic za film, zlasti v hollywoodski filmski industriji.